# Orlando Prado
Orlando Prado (Lima, 16 de febrero de 1972) es un exfutbolista peruano, jugaba como defensor.

## Trayectoria
Surgido de las divisiones inferiores del Sporting Cristal, debutó en 1990. Con Cristal logró 4 campeonatos: (1991, 1994, 1995 y 1996).

Después del tricampeonato obtenido, fue transferido al Deportivo Pesquero, club donde se retiró en 1998.

## Clubes
| Club               | País | Año         |
| ------------------ | ---- | ----------- |
| Sporting Cristal   | Perú | 1990 - 1996 |
| Deportivo Pesquero | Perú | 1997        |
| FBC Melgar         | Perú | 1998        |

## Palmarés

### Campeonatos nacionales
| Título                    | Club             | País | Año  |
| ------------------------- | ---------------- | ---- | ---- |
| Primera División del Perú | Sporting Cristal | Perú | 1991 |
| Primera División del Perú | Sporting Cristal | Perú | 1994 |
| Primera División del Perú | Sporting Cristal | Perú | 1995 |
| Primera División del Perú | Sporting Cristal | Perú | 1996 |